# أرسنال موسم 2005–06
كان موسم 2005–06 هو الموسم الرابع عشر لنادي أرسنال لكرة القدم في الدوري الإنجليزي الممتاز والموسم الثمانين على التوالي في الدرجة الأولى لكرة القدم الإنجليزية.   كان هذا هو الموسم الأخير الذي أقيمت فيه مباريات على أرض النادي في ملعب هايبري بعد 93 عامًا؛ حيث كان أرسنال ينوي الانتقال إلى ملعب الإمارات الجديد الذي يتسع لـ60 ألف متفرج في الوقت المناسب للموسم التالي. واختتم النادي مشواره في الدوري الإنجليزي الممتاز في المركز الرابع، بعد أن تفوق على غريمه المحلي توتنهام هوتسبير في اليوم الأخير. أصبح أرسنال أول نادٍ لندني يصل إلى نهائي دوري أبطال أوروبا، رغم خسارته 2–1 أمام برشلونة في باريس. وفي كأس الرابطة خرج النادي من الدور نصف النهائي بمجموع نتيجة مباراتي الذهاب والإياب على يد ويغان أثلتيك، وخرج من كأس الاتحاد الإنجليزي أمام بولتون واندررز في الجولة الرابعة.
قبل بداية الموسم، تم بيع لاعب الوسط باتريك فييرا إلى يوفنتوس؛ وتولى المهاجم تييري هنري دور قائد النادي. تم شراء ألكسندر هليب من شتوتغارت مقابل رسوم غير معلنة في يوليو 2005؛ وفي فترة الانتقالات الشتوية، تعاقد أرسنال مع لاعب الوسط أبو ديابي، والمهاجمين إيمانويل أديبايور وثيو والكوت.
خسر أرسنال أمام تشيلسي بطل الدوري في مباراة درع المجتمع الإنجليزي 2005 على ملعب الألفية. شهدت بداية غير مبالية في الدوري وصول أرسنال إلى المركز الثاني بعد 13 مباراة، لكن سلسلة من ثلاث هزائم متتالية بعد شهر واحد حرمتهم فعليًا من المنافسة على اللقب. وفي اليوم الأخير، تغلبوا على ويغان أثلتيك بنتيجة 4–2 في هايبري؛ وهزيمة توتنهام هوتسبير أمام وست هام يونايتد تعني حصول أرسنال على المركز الرابع. وكان أداء الفريق في أوروبا أكثر لفتاً للانتباه، إذ تمكن من إقصاء ريال مدريد ويوفنتوس وفياريال في مراحل خروج المغلوب. في نهائي دوري أبطال أوروبا 2006 الذي أقيم على ملعب فرنسا في باريس في 17 مايو 2006، طُرد حارس المرمى ينس ليمان بسبب ارتكابه خطأ احترافيًا مع صامويل إيتو لاعب برشلونة. ورغم أن المدافع سول كامبل منح أرسنال التقدم في الشوط الأول من ركلة ثابتة، إلا أن الفريق استقبل هدفين في آخر 15 دقيقة ليخسر المباراة.
احتفالاً بالموسم الأخير في هايبري، نظم نادي أرسنال حملة وداعية بعنوان "هايبري – التحية النهائية". نظم النادي عدة مباريات ذات طابع خاص، واستبدل قميص الفريق الرئيسي ذو اللون الأحمر الشائع تكريماً للقمصان التي ارتداها الفريق في عام 1913.